# Grimmia
Grimmia là một chi rêu trong họ Grimmiaceae.